# 王之渙
王 之渙（おう しかん、688年 - 742年）は、中国唐の詩人。字は季陵。并州晋陽県の出身。

## 略歴
開元年間の初めに冀州衡水県の主簿に就いたが、他人とうまくゆかずに辞職し、15年間無官で過ごして、晩年に文安県の尉に就いた。当時、詩名は高く、その詩は人々に愛誦されたと伝えられている。
「王之奐」としている本もある。

## 詩人としての彼
作品に『九日（きゅうじつ）送別』（七言絶句）がある。
| 九日送別       |                                                          |
| 薊庭蕭瑟故人稀 | 薊庭（けいてい）蕭瑟（しょうしつ）として故人稀なり       |
| 何処登高且送帰 | 何（いず）れの処か高きに登りて且（しばら）く帰るを送らん |
| 今日暫同芳菊酒 | 今日暫く同（とも）にす 芳菊（ほうきく）の酒              |
| 明朝応作断蓬飛 | 明朝は応（まさ）に断蓬（だんぽう）と作（な）って飛ぶべし |